# Нахапетов Родіон Рафаїлович
Нахапетов Родіон Рафаїлович — радянський російський актор, кінорежисер. Заслужений артист РРФСР (1967). Народний артист РРФСР (1985). Лауреат ряду кінематографічних премій.

## Біографічні відомості
Народ. 21 січня 1944 р., П'ятихатки Дніпропетровської області. Закінчив акторський (1965) і режисерський (1972, майстерня І. Таланкіна) факультети Всесоюзного державного інституту кінематографії.
Популярність акторові принесли ролі в картинах «Ніжність» (1967), «Закохані» (1969), «Раба любові» (1975), «Валентина» (1981), «Пізня любов» (1983).
Поставив згодом фільми: «З тобою і без тебе» (1973), «Вороги» (1977), «Не стріляйте в білих лебедів» (1980), «Парасолька для наречених» (1986) тощо.
Знявся в українських стрічках: «Мріяти і жити» (1974), «Стрибок» (1985, Сергій Кустовський), «Ранкове шосе» (1988, Антон Клямін).
Володар красивого голосу, працює на дубляжі іноземних картин («Людина-оркестр» (1970, Філіп Еванс (роль Олів'є де Фюнеса), «Народний роман» (1974, агент Джованні (роль Мікеле Плачідо) тощо).
1985 — Лауреат Державної премії СРСР — за роль у фільмі «Торпедоносці» (1983).
З 1989 р. жив і працював у США, де створив серіал «Росіяни у місті Ангелів» (2002) тощо.
З 2003 року Нахапетов, також, живе і працює в Росії.

## Фільмографія

### Режисер-постановник
- «Кульбабове вино» (1972, к/м)
- «З тобою і без тебе» (1973)
- «На край світу…» (1975)
- «Вороги» (1977)
- «Не стріляйте в білих лебедів» (1980)
- «Про тебе» (1981, також співавт. сценарію)
- «Парасолька для наречених» (1986)
- «Наприкінці ночі» (1987)
- «Прикордонний блюз» / Border Blues (2004)
- «Зараження» / Contamination (2008, також сценарист, США) та ін.

### Акторські роботи
- «Живе такий хлопець» (1964, інженер Гена; реж. В. Шукшин)
- «Застава Ілліча» (1964, червоноармієць (в титрах — Р. Нахопятов)
- «Серце матері» (1965, Ленін)
- «Вірність матері» (1966, Ленін)
- «Пряма лінія» (1967, Володимир Бєлов)
- «Пароль не потрібен» (1967, Всеволод Владимиров (він же Максим Максимович Ісаєв, він же майбутній Отто фон Штірліц))
- «Ніжність» (1967, Тімур)
- «Закохані» (1969, Родін)
- «Старий дім» (1969, Огарьов)
- «Це солодке слово — свобода!» (1972, Бенедикто)
- «Мріяти і жити» (1974, Костянтин Петрович, режисер; реж. Ю. Іллєнко, студія ім. О. Довженка)
- «Раба любові» (1975, Віктор Іванович Потоцький, кінооператор; реж. М. Михалков)
- «Підозрілий» (1978, Дімітріу)
- «Перед закритими дверима» (1981, Мурад)
- «Суджу тебе любов'ю» /Súdim ta láskou (1981, Сопко)
- «Валентина» (1981, Володимир Михайлович Шаманов, слідчий; реж. Г. Панфілов)
- «Дві глави з сімейної хроніки» (1982, Гаммер в молодості)
- «Людина, яка закрила місто» (1982, Олексій Іванович Рогов, слідчий прокуратури)
- «Торпедоносці» (1983, льотчик Олександр Бєлобров, гвардії старший лейтенант, командир екіпажу)
- «Пізня любов» (1983, Микола Андрійович Шаблов)
- «Серафим Полубєс й інші мешканці Землі» (1983, експерт Микита Зав'ялов)
- «Вибач нас, перше кохання» (1984, Алік, архітектор-реставратор)
- «Стрибок» (1985, Сергій Кустовський; реж. М. Малецький, студія ім. О. Довженка)
- «Замах на ГОЕЛРО» (1986, Ігор Борисов)
- «Політ птаха» (1988, Гліб, оператор-документаліст)
- «Воно» (1989, Ераст Андрійович Грустилов)
- «Зараження» (2008, Василій Тельник)
- «Павук» (2015, т/с, Сергій Сергійович Скуратов, начальник відділу кадрів Будинку моди) та ін.